# Orimarga papuicola
Orimarga papuicola là một loài ruồi trong họ Limoniidae. Chúng phân bố ở miền Australasia.